# Le armate rosse contro il 3° reich
Le armate rosse contro il 3° reich (Daleko na Zapade) è un film del 1968 diretto da Aleksandr Michajlovič Fajncimmer.